# Volksgarten (Salzburg)
Der Salzburger Volksgarten liegt im Stadtteil Parsch südlich des Siedlungsgebiets Äußerer Stein und bietet ein Freibad, eine Eislaufhalle, Sportplatz sowie einen öffentlichen Park.

## Geschichte

### Brodhäuslau
Anstelle des Volksgartens befand sich ursprünglich die Brodhäuslau. Diese dehnte sich vom Bürglstein etwa 1,2 Kilometer flussaufwärts aus, wurde vom Aubach durchflossen und wies am Ufer der Salzach weite Schotterbänke auf. Das Brodhäusl, das dem Gebiet einst den Namen gab, gehörte zum Gut Münchhausen. Es befand sich etwa nördlich des heutigen Gasthauses Steinlechner. 1873 wurde die Salzachregulierung nach Süden fortgesetzt und so wurde die Brodhäuslau größtenteils ein Neubaugebiet. Zwischen 1891 und 1898 wurde zu Ehren Kaiser Franz Josephs das Gelände neu gestaltet und anlässlich der 50. Wiederkehr des Tages der Thronbesteigung des Kaisers der neue Park unter dem damaligen Namen Franz-Josef-Park der Bevölkerung übergeben.

### Kaiser-Franz-Josef-Park
Das dortige Schwimmbad war bereits im Frühsommer 1892 – zuerst unter dem Namen "Franz-Josefs-Bad" – eröffnet worden, ein Kinderspielplatz im folgenden Herbst. Hier fanden in der Folge zahlreiche große Volksfeste statt, darunter auch die Dult. An dem kleinen Weiher gab es einst ein Gasthaus, auf dem Weiher konnte man kleine Ruder- oder Segelboote für eine Runde im Teich mieten.

### Volksgarten
Seit dem Ende der Monarchie wurde der Park in bewusster Distanzierung von monarchistischen Vorbildern auch Volksgarten genannt. In einigen historischen Plänen der Zwischenkriegszeit findet sich der Name "Volksgarten", in anderen der Name "Kaiser-Franz-Josef-Park", der selbst heute noch in Stadtplänen zu finden ist. Bis heute wird in der Bevölkerung aber der gesamte Park "Volksgarten" genannt. Zuerst taucht der Name "Volksgarten" in einem offiziellen Katastermappenplan der Stadt von 1894 auf, in dem um 1900 der erste Name "Brothäuslau" auf "Kaiser-Franz-Josef-Park" und wenige Jahre nach dem Ersten Weltkrieg auf "Volksgarten" ausgebessert wurde. Der Name leitet sich vom "Volksbad" ab, einer bereits in der Monarchie weitum üblichen Namensgebung des dortigen Bades. Am 2. September 1945 fand am ASKÖ-Sportplatz im Salzburger Volksgarten das erste Nachkriegs-Fußball-Länderspiel, Salzburg gegen Oberösterreich, statt. Und am 21. April 1946 eröffnet der Salzburger Vergnügungspark auf seinem alten Standplatz im Volksgarten wieder seinen Betrieb. Am 19. Juni 1949 veranstaltet der Salzburger Kriegsopferverband zugunsten der Kriegsopfer im Volksgarten vor mehr als 10.000 Menschen eine Riesentombola mit einem Puch-Motorrad als Hauptpreis. Seit 1994 finden im Salzburger Volksgarten wieder Theater und Circusveranstaltungen statt. Das "Winterfest" ist Salzburgs drittgrößte Kulturveranstaltung und das größte Festival für nouvea cirque im deutschsprachigen Raum.

### Volksgartensauna
Eine Salzburger Institution war die Volksgartensauna, die Anfang der 1940er Jahre entstand und bis 2010 bestehen blieb, sie wird im Herbst 2019 abgerissen.

## Einrichtungen
- Freibad Volksgartenbad, das 1892 erbaute älteste Freibad der Stadt Salzburg
- Eisarena Salzburg (ehemalige Kunsteisbahn Volksgarten)
- Salzbeach, Mitte Mai 2011 ging der erste öffentliche Sandplatz in Betrieb.
- Sportanlage Franz-Josefs-Park
- Sportplatz Volksgarten

## Veranstaltungen
- Minisalzburg
- Heimspiele des EC Red Bull Salzburg in der Eisarena
- Das Winterfest im Volksgarten des Vereins Art Nach Lust
- Theaterzelt im Volksgarten des Vereins theater ecce

## Erreichbarkeit
Der Volksgarten liegt an der Salzburger Straße (B 150), die hier den Namen "Bürglsteinstraße" trägt. Durch die Haltestelle Volksgarten ist er an den Öffentlichen Personennahverkehr mit den O- und Regionalbusse angebunden. Die Bahnhaltestelle Parsch ist nach 17 Gehminuten erreicht.